# Дон Гілл
Дон Гілл (англ. Dawn Hill) — американська сенаторка зі міста Портленд. Гілл представляє перший округ Сенату. До того як була обрана в сенат штату Мен, вона представляла округ Йорк 149 виборчого округу протягом 2006-10 рр.

## Освіта та кар'єра
Гілл випускниця Університету Західної Вірджинії 1979 року. Після випуску, Дон переїхала в Кеп-Неддік поруч з містом Йорк. Отримала ліцензію адвоката в Західній Вірджинії та Мені. У вільний час проводить тренування собак та входить в раду директорів фірми York Land Trust.
В червні 2009 Гілл анонсувала, що має намір висунути свою кандидатуру на майбутніх виборах губернатора 2010 року від Демократичної партії. Однак вона вийшла з гонки в січні 2010 року, посилаючись на мале фінансування та велику кількість кандидатів, що виступають у праймеріз